# Bruno Bjelinski
Bruno Bjelinski (* 1. November 1909 in Triest; † 3. September 1992 in Silba, nach anderen Angaben in Zagreb) war ein jugoslawischer Komponist.
Bjelinski studierte erst an der Universität Zagreb, dann an der Musikakademie Zagreb. Dort wirkte er seit 1945 als Lehrer für Kontrapunkt. Bjelinski komponierte sechs Opern, zwei Ballette, fünf Sinfonien, ein Klavier- und zwei Cellokonzerte, kammermusikalische Werke, eine Kantate, Klaviermusik und Lieder.

## Werke
- Konzert für Flöte und Streicher, 1955
- Serenade Trompete, Klavier, Streicher und Schlagzeug, 1957
- Bez Povratka (Keine Wiederkehr) (No Return), Liederzyklus für Gesang und Orchester, 1957
- Pčelica Maja (Die Biene Maja),  Märchenoper nach Waldemar Bonsels, 1963
- Peter Pan, Ballett für Kinder, 1966
- Musica Tonalis für Oboe, Fagott und Streicher, 1968
- Heraklo komische Kinderoper, 1971
- Močvara (Der Sumpf), Oper, 1972
- Zvona (Die Glocken), Oper, 1975
- Orfej XX. stoljeća (Orpheus des 20. Jahrhunderts), Oper, 1981
- Slavuj (Die Nachtigall), Oper nach Hans Christian Andersen, 1984
- Concerto grosso, den Ministrings Luzern gewidmet, 1990

| Personendaten    | Personendaten            |
| ---------------- | ------------------------ |
| NAME             | Bjelinski, Bruno         |
| KURZBESCHREIBUNG | jugoslawischer Komponist |
| GEBURTSDATUM     | 1. November 1909         |
| GEBURTSORT       | Triest                   |
| STERBEDATUM      | 3. September 1992        |
| STERBEORT        | Silba                    |